# Iselsberg (Pass)
Der 1209 m ü. A. hohe Iselsberg – auch Iselsbergpass genannt – ist ein Gebirgspass in Österreich. Über die Passhöhe führt die Großglockner Straße (B 107), sie verbindet den Lienzer Talboden im Osttiroler Drautal mit dem Kärntner Mölltal. Um die Bergwerke des Mölltales zu erreichen, gab es schon zu Zeiten der Römer einen Weg über den Iselsberg.
Die beiden Berge zu seiten des Passes sind der Stronachkogel (1831 m ü. A.) der Kreuzeckgruppe im Süden, und der Strasskopf (2401 m ü. A.) der Schobergruppe im Norden.
Rund einen Kilometer südwestlich des Scheitelpunkts liegt der Ort Iselsberg, heute Ortsteil der Gemeinde Iselsberg-Stronach.

Direkt tirolerseits am Pass liegen die Zerstreuten Häuser Paß Iselsberg (bzw. Iselsberg). Sie umfassen die Ansiedlungen zwischen Hotel Wacht (1190 m ü. A.) und Passhöhe.

Auf Kärntner Seite liegt die Streusiedlung Penzelberg.
| [Paß] Iselsberg ( Zerstreute Häuser ) Basisdaten Pol. Bezirk , Bundesland Lienz (LZ), Tirol Gerichtsbezirk Lienz Pol. Gemeinde Iselsberg-Stronach ( KG Iselsberg ) Ortschaft Iselsberg Koordinaten 46° 50′ 46″ N , 12° 51′ 12″ O 46.846111111111 12.853333333333 1190 Höhe 1190 m ü. A. Postleitzahl 9992 Iselsberg-Stronach Statistische Kennzeichnung Zählsprengel/ -bezirk Iselsberg-Stronach (70711 000) Quelle: STAT : Ortsverzeichnis ; BEV : GEONAM ; TIRIS Vorlage:Infobox Gemeindeteil in Österreich/Wartung/Nebenbox f0 [[Vorlage:Bilderwunsch/code!/C:46.846111111111,12.853333333333!/D:typische Gesamtansicht des Ortes / der Ortschaft [Paß] Iselsberg!/\|BW]] |                                   |
| [Paß] Iselsberg (Zerstreute Häuser) |                                   |
| Basisdaten |                                   |
| Pol. Bezirk, Bundesland | Lienz (LZ), Tirol                 |
| Gerichtsbezirk | Lienz                             |
| Pol. Gemeinde | Iselsberg-Stronach (KG Iselsberg) |
| Ortschaft | Iselsberg                         |
| Koordinaten | 46° 50′ 46″ N, 12° 51′ 12″ O      |
| Höhe | 1190 m ü. A.                      |
| Postleitzahl | 9992 Iselsberg-Stronach           |
| Statistische Kennzeichnung |                                   |
| Zählsprengel/ -bezirk | Iselsberg-Stronach (70711 000)    |
| Quelle: STAT: Ortsverzeichnis; BEV: GEONAM; TIRIS |                                   |

Nachbarorte von Paß Iselsberg
|           |                                             | Penzelberg (Gem. Winklern, Bez. Spittal a.d. Drau, Ktn.) |
| Oberberg  | Kompassrose, die auf Nachbargemeinden zeigt |                                                          |
| Iselsberg | Stronach                                    |                                                          |